# Comissão de Constituição e Justiça e de Cidadania
A Comissão de Constituição e Justiça e de Cidadania (CCJ ou CCJC) é uma comissão permanente da atividade legislativa da Câmara dos Deputados do Brasil, formada por até 66 membros, sendo composta atualmente por 64 deputados, e presidida pelo deputado federal Paulo Azi (União-BA).
Tem por objetivo analisar diversas propostas de legislação (como os projetos de leis e de emenda constitucional), por meio de audiências públicas.

## Titulares
| Ano  | Presidente(a)         | Primeiro(a) Vice Presidente(a) |
| ---- | --------------------- | ------------------------------ |
| 2023 | Rui Falcão (PT-SP)    |                                |
| 2024 | Carol de Toni (PL-SC) | Chris Tonietto (PL)            |
| 2025 | Paulo Azi (União-BA)  |                                |